# Джана, Лейла
Лейла Джана (англ. Leila Chirayath Janah; 9 октября 1982, Льюистон, округ Ниагара, штат Нью-Йорк, США — 24 января 2020, Манхэттен, Нью-Йорк, США) — американская социальная предпринимательница и менеджер, основавшая некоммерческую организацию Samasource, LXMI и ряд других инициатив, объединённых общим брендом Sama Group; она была членом совета TechSoup Global и советником в SpreeTales; соучредитель Incentives for Global Health. Также автор исследований для группы развития Всемирного банка. 11 000 сотрудников Sama работали по контрактам с такими компаниями, как Microsoft, Google, Facebook, Walmart, Getty Images, Glassdoor и Vulcan Capital.
Лейла была популярной медийной персоной, чьи выступления, интервью и фотографии появлялись на ведущих телеканалах, радиостанциях и изданиях США: CBS, CNN, NPR, BBC, The New York Times, New Scientist и других.

## Биография
Лейла Джана родилась 9 октября 1982 года в Луистоне (по другим данным в Буффало; Нью-Йорк, США) неподалёку от Ниагарского водопада в семье иммигрантов из Индии (отец) и Бельгии (мать).
Её детские годы прошли в Сан-Педро (Лос-Анджелес, Калифорния).
В 16 лет отклонила стипендию в колледж, решив поехать в Гану преподавать английский слепым детям.
Работала в качестве переводчика и короткое время в качестве исследователя Всемирного банка
Лейла получила степень бакалавра в Гарвардском университете в 2005 году.
Работала в Katzenbach Partners (преобразовано в Booz & Company теперь Strategy&) в качестве консультанта по вопросам управления.
В 2007 году переехала в Силиконовую долину по программе Стэнфордского университета по глобальной юстиции (англ. Stanford Program on Global Justice) во главе с Джошуа Коэном (англ. Joshua Cohen).
В том же году Джана стала основателем и директором компании Incentives for Global Health.
1 июня 2008 года основала Samasource — некоммерческую организацию, разработавшую схему и организовавшую предоставление работы в области информационных технологий жителям беднейших стран мира.
Стартовый капитал в размере 20 000 евро на создание Samasource Лейла выиграла в международном конкурсе бизнес-планов в Нидерландах.
В 2012 году основала Samahope — эксперимент в области краудфандинга в области медицины в развивающихся странах.
В 2013 году создала в Северной Калифорнии организацию SamaxUSA, позднее переименованную в Samaschool, которая занимается тренингом студентов с низкими доходами, чтобы они могли поддержать себя работой.
Канадский бренд Sorel предложил Лейле стать дизайнером одной из линеек своей обуви.

## Награды и премии
В 2009 году Лейла Джана была названа Fast Company в числе наиболее инновационных женщин в сфере технологий (англ. Most Innovative Women in Tech).
В 2010 году Джана получила премию World Technology Award for Social Entrepreneurship.
В 2011 году удостоена премии Прорывные инновации (англ. Disruptive Innovation).

## Личная жизнь
Восхищалась Мариссой Майер как в бизнес-плане, так и во взглядах, например, на роль женщин.
Занималась бегом и боксом; любила путешествовать пешком в горах Калифорнии вместе с другом. Играла в Скрэббл на iPhone.

## Смерть
Умерла 24 января 2020 года от эпителиоидной саркомы, в возрасте 37 лет.